# Конино (Сербия)
Конино (серб. Коњино) — населённый пункт в общине Лебане Ябланичского округа Сербии.

## Население
Согласно переписи населения 2002 года, в селе проживало 913 человек (907 сербов, 4 цыгана, 1 македонец и 1 хорват).
| Численность населения | Численность населения | Численность населения | Численность населения | Численность населения | Численность населения | Численность населения | Численность населения |
| 1948                  | 1953                  | 1961                  | 1971                  | 1981                  | 1991                  | 2002                  | 2011                  |
| --------------------- | --------------------- | --------------------- | --------------------- | --------------------- | --------------------- | --------------------- | --------------------- |
| 588                   | 642                   | 718                   | 779                   | 836                   | 1005                  | 913                   | 806                   |

## Религия
Согласно церковно-административному делению Сербской православной церкви, село относится к Первому лебанскому приходу Ябланичского архиерейского наместничества Нишской епархии.